# Dicrotendipes lucifer
Dicrotendipes lucifer är en tvåvingeart som först beskrevs av Oskar Augustus Johannsen 1907.  Dicrotendipes lucifer ingår i släktet Dicrotendipes och familjen fjädermyggor. Inga underarter finns listade i Catalogue of Life.